# 诺拉·图卢斯
诺拉·图卢斯（芬蘭語：Noora Tulus，1995年8月15日—），生于万塔，芬兰女子冰球运动员。她曾代表芬兰国家队参加2018年和2022年冬季奥林匹克运动会冰球比赛，获得二枚铜牌。